# Rivière Cabeloga
La Rivière Cabeloga est un affluent de la rive est de la rivière Windigo, traversant le territoire non organisé de Lac-Ashuapmushuan, dans la municipalité régionale de comté (MRC) Le Domaine-du-Roy, dans la région administrative du Saguenay-Lac-Saint-Jean, au Québec, au Canada.
Ce cours d'eau fait partie du bassin versant de la rivière Saint-Maurice laquelle se déverse à Trois-Rivières sur la rive nord du fleuve Saint-Laurent.
Une route forestière longe le cours de la rivière. L’activité économique du bassin versant de la Rivière Cabeloga est la foresterie et les activités récréotouristiques tels la chasse, la pêche, le VTT et l’autoneige. Le cours de la rivière coule entièrement en zones forestières. La surface de la rivière est généralement gelée de la mi-décembre à la fin mars.

## Géographie
La Rivière Cabeloga prend sa source à l’embouchure du lac aux Os (longueur: 3,0 km; altitude: 588 m), situé dans le territoire de la ville de La Tuque.
À partir de l’embouchure du lac aux Os, la rivière Cabeloga coule sur km, selon les segments suivants:
Cours supérieur de la Rivière Cabeloga (segment de 14,1 km)
- 1,9 km vers le sud, jusqu’à la rive est du lac Gaston;
- 2,3 km vers le nord-ouest, en traversant le lac Gaston (longueur : 3,5 km; altitude: 576 m), jusqu’à son embouchure;
- 0,6 km vers le sud-ouest, jusqu’à la décharge (venant du nord) des lacs Denise et Court;

- 6,0 km vers l'ouest, jusqu’au pont de la route forestière, situé près de l’embouchure du lac Wabisto;

- 3,3 km vers le sud, en traversant le lac Wabistan (altitude: 548 m) sur 0,6 km, jusqu’à l’embouchure d’un second lac sans nom. Note: Cette embouchure est située du côté ouest du pont de la route forestière;

Cours inférieur de la Rivière Cabeloga (segment de 20,5 km)
- 9,1 km vers le sud en formant un détour vers l'ouest, jusqu’à la décharge du lac du Chien (venant de l'ouest);
- 6,1 km vers le sud, jusqu’à l’embouchure du lac Morand (altitude: 525 m) que le courant traverse sur 1,4 km en fin de segment;
- 11,1 km vers le sud, jusqu’à la route forestière;

- 3,9 km vers l'ouest, en serpentant jusqu’à confluence de la rivière[2].

La Rivière Cabeloga se déverse sur la rive est de la rivière Windigo. Cette confluence est située à:
- 22,6 km à l'est de la rivière Saint-Maurice;
- 59,7 km au nord-ouest du réservoir Blanc;
- 112,5 km au nord-ouest du centre-ville de La Tuque.

## Toponymie
Le toponyme Rivière Cabeloga a été officialisé le 5 décembre 1968 à la Commission de toponymie du Québec.